# Party at the Palace
Il Party at the Palace è un concerto che si è svolto nel giardino di Buckingham Palace il 3 giugno 2002 per celebrare il 50º anniversario dell'incoronazione della regina Elisabetta II.
Vi hanno preso parte numerosi artisti britannici, tra i quali Eric Clapton, Cliff Richard, Joe Cocker, Phil Collins (che suonò soprattutto la batteria), Elton John, Annie Lennox, Paul Mc Cartney, i Queen (solo Brian May e Roger Taylor), Rod Stewart, Will Young e Black Sabbath (solo Ozzy Osbourne e Tony Iommi), ed alcuni non britannici, tra cui The Corrs.
Al concerto, di cui è stato fatto un DVD, hanno assistito circa 12.000 spettatori.